# 米拉克里克 (內布拉斯加州)
米拉克里克（英語：Mira Creek）是位於美國內布拉斯加州瓦利縣的鬼鎮。

## 歷史
米拉克里克的郵局於1877年設立，其後於1904年停運。

## 地理
米拉克里克所處的海拔為高於海平面584米（即1916英呎），而該地所採用的時區為UTC-6，即北美中部时区（CST）。同時該地設有夏令時間，為UTC-6調快一小時，即UTC-5（CDT）。